# Begraafplaats van de Khans
De Begraafplaats van de Khans (Tataars: Merzarlik) is een ommuurde monumentale begraafplaats binnen het Bachtsjisaraj Khanpaleis voor de Khans en hoge adel van het Kanaat van de Krim.
De begraafplaats bestaat uit twee achthoekige Türbes en één rotonde voor de Khans in een veld van marmeren graven van de Tataarse adel. Hier liggen 56 telgen van de Giray dynastie begraven, waarvan negen Khans.
De meeste grafstenen dateren uit de 16e eeuw, enkele graven lijken ouder te zijn en zijn vermoedelijk van andere begraafplaatsen afkomstig. De tombes bevatten Perzische, Ottomaanse en Centraal-Aziatische architectonische elementen verweven met Italiaanse renaissancemotieven. De grafstenen van mannen hebben een tulband en die van vrouwen een platte hoofddeksel. De epitafen op deze begraafplaats zijn vaak een gebed voor de ziel van de overledene of een poëtisch of filosofische beschrijving.

## Begraven

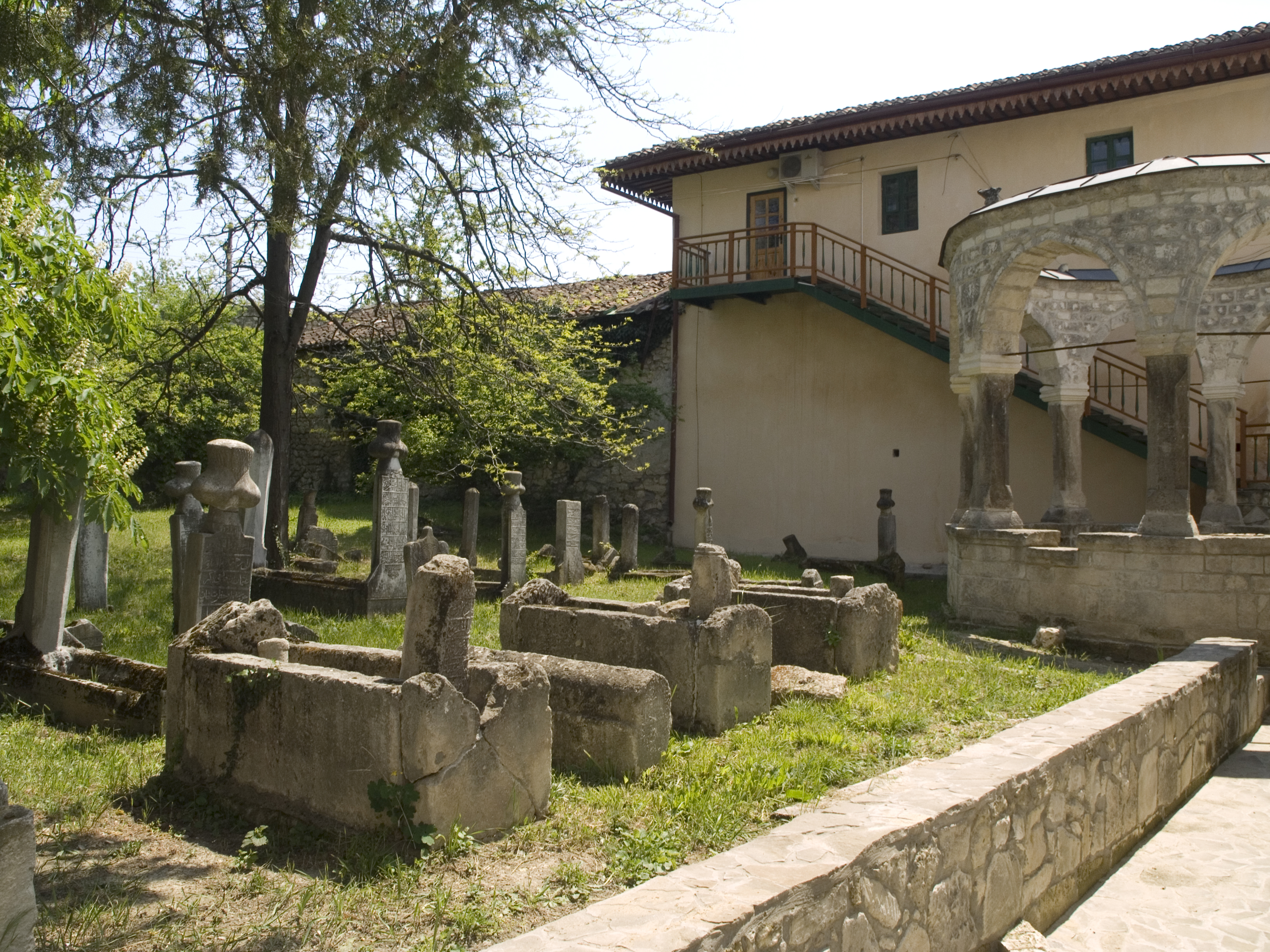

| - İslâm III Giray - Devlet I Giray - Gaza II Giray | - Mehmed IV Giray - Selim I Giray - Mengli II Giray | - Selim II Giray - Arslan Giray - Kyrym Giray |